# 32185 Noonan
32185 Noonan este o planetă minoră (asteroid), cu un diametru de 9,582 km, din centura de asteroizi. A fost descoperită pe 5 iulie 2000 la Stația Anderson Mesa de Lowell Observatory Near-Earth-Object Search. 
Obiectul prezintă o orbită caracterizată de o semiaxă mare de 3,3769887 UAi, o excentricitate de 0,05, o înclinație de 11,56398 ° în raport cu ecliptica.